# Psaeropterella macrocephala
Psaeropterella macrocephala är en tvåvingeart som beskrevs av Friedrich Georg Hendel 1914. Psaeropterella macrocephala ingår i släktet Psaeropterella och familjen fläckflugor.
Artens utbredningsområde är Kalifornien. Inga underarter finns listade i Catalogue of Life.